# TEN (タッキー&翼のアルバム)
『TEN』（てん）は、2012年9月11日にavex traxよりリリースされたタッキー&翼の3枚目のオリジナルアルバム。

## 概要
前作『Two You Four You』から約5年10か月ぶりとなるオリジナルアルバム。
タッキ―＆翼の10周年を記念したアルバムで、「10th PAST盤」「FUTURE盤」「PRESENT盤」の3種類の初回限定盤と通常盤（PRESENT盤）をリリースした。「10th PAST盤」には、横浜アリーナで行われた10周年スペシャルイベントの映像を収録している。
10枚目のシングル「恋詩-コイウタ-/PROGRESS」の「PROGRESS」は収録していない。

## 収録曲

### CD

#### Disc1
- 『絆も奇跡もここにある』までは全形態共通

1. 小悪魔ジュリエット
作詞：森月キャス、作曲：山下和彰、編曲：平田祥一郎
この曲の振り付けは二人の同期屋良朝幸が担当し、ライブでは本人がセンターで踊る事が多い。
2. Journey Journey〜ボクラノミライ〜
作詞：椎名慶治、作曲：加藤裕介、編曲：鈴木ヒロト
3. Number One！ Only One！
作詞：永岡昌憲、作曲：市川喜康、編曲：日比野裕史
4. 堕天使ロミオ
作詞：森月キャス、作曲・編曲：大西克巳
5. 恋詩-コイウタ-
作詞：Shihomi、作曲：SJR、編曲：CHOKKAKU
6. Heartful Voice
作詞・作曲・編曲：岩田秀聡
7. 土壇場ドリーマー
作詞：zopp、作曲：馬飼野康二、編曲：石塚知生
8. 24時間･美happy
作詞：阿木燿子、作曲：宇崎竜童、編曲：大西克巳
9. パピプペヤッポAlright！
作詞：松井五郎、作曲：岩田秀聡、編曲：村田昭
10. WonderlanDream
作詞：leonn、作曲：Dele Ladimeji・川口進、編曲：川口進
11. 愛はタカラモノ
作詞：山下和彰、作曲：飯田建彦、編曲：CHOKKAKU
12. 絆も軌跡もここにある
作詞：BOUNCEBACK、作曲・編曲：HIKARI

10th PAST盤
1. 時間旅行
作詞・作曲：林田健司、編曲：CHOKKAKU
2. 山手線外回りfeat.GUSSAN
作詞・作曲・編曲：日比野裕史
3. 裸のMIND
作詞・作曲・編曲：オオヤギヒロオ

FUTURE盤
1. epilogue(2012ver.)
作詞：西野健次、作曲：Joey Carbone、編曲：船山基紀

PRESENT盤・通常盤
1. Crazy Girl / 滝沢秀明
作詞：JART、作曲：Christofer Erixon / Joakim Björnberg、編曲：Never Alone
2. 純 / 今井翼
作詞：阿木燿子、作曲：宇崎竜童、編曲：大西克巳

#### リクエストベストディスク
- 10th PAST盤、PRESENT盤のみ

1. REAL DX
2. Diamond
作詞：売野雅勇　作曲：Robert Ahlin , Richard Larbi　編曲：CHOKKAKU
3. 夢物語
作詞・作曲:羽場仁志
4. To be,or not to be
作詞：小幡英之　作曲・編曲：HΛL
5. epilogue
6. 愛世界
作詞・作曲:羽場仁志
7. ありがとう
作詞：滝沢秀明・今井翼、作曲：浅利進吾、編曲：家原正樹
8. queen of R
作詞:小幡英之　作曲:宮崎歩　編曲：安部潤
9. You&I
作詞：竹内まりや　作曲：周水　編曲：Henric Uhrbom , Julius Bengtsson
10. HIMEGOTO

### DVD
10th PAST盤
1. 10周年記念スペシャルイベント at 横浜アリーナ

FUTURE盤
1. REAL DX -MUSIC VIDEO-
2. WonderlanDream -MUSIC VIDEO-
3. 恋詩-コイウタ- -MUSIC VIDEO-
4. 愛はタカラモノ -MUSIC VIDEO-
5. Journey Journey ~ボクラノミライ~ -MUSIC VIDEO-
6. Heartful Voice -MUSIC VIDEO-
7. REAL DX -MAKING-
8. WonderlanDream -MAKING-
9. WonderlanDream ~ロンドンを巡る旅~編
10. タッキー&翼10周年スペシャルインタビュー

## 映像作品
小悪魔ジュリエット
- 僕のそばには星がある/ビバビバモーレ（タキツバSHOP盤）

WonderlanDream
- 僕のそばには星がある/ビバビバモーレ（タキツバSHOP盤）
- Youは何しに？タッキー＆翼CONCERT そこにタキツバが私を待っている 正月は東京・大阪へ

絆も軌跡もここにある
- 僕のそばには星がある/ビバビバモーレ（タキツバSHOP盤）

Crazy Girl
- TACKEY SUMMER “LOVE” CONCERT2012

裸のMIND
- Youは何しに？タッキー＆翼CONCERT そこにタキツバが私を待っている 正月は東京・大阪へ

## テレビ出演
小悪魔ジュリエット
- 『Music Station』（2012年8月31日、テレビ朝日）

- 『新堂本兄弟』（2012年9月2日、フジテレビ）

- 『ザ少年倶楽部プレミアム』（2012年9月19日、NHK BSプレミアム）
この回の音楽コーナー「プレミアムショー」でテレビ初披露。